# Thomas Sokoll
Thomas Sokoll (* 8. Januar 1954 in Essen) ist ein deutscher Historiker. Sein Forschungsschwerpunkt ist die Frühe Neuzeit.

## Wissenschaftliche Laufbahn
Thomas Sokoll studierte seit 1972 Geschichte und Sozialwissenschaften an der Universität Münster, wo er 1977 das erste Staatsexamen ablegte. In der evangelischen Kirchengemeinde Essen-Schonnebeck leistete er seinen Zivildienst 1978/1979 ab. In Cambridge forschte er als Stipendiat des DAAD und des Deutschen Historischen Instituts London (1980–1984) und absolvierte anschließend ein Referendariat in Essen (1984–1986). Im Jahr 1989 wurde er an der Universität Cambridge mit der Arbeit Household and family among the poor. The case of two Essex communities in the late eighteenth and early nineteenth centuries promoviert. 2002 erwarb Sokoll an der FernUniversität Hagen mit einer Habilitation die Lehrbefugnis für Neuere Geschichte mit besonderer Berücksichtigung der Frühen Neuzeit. Dort lehrt er seit 1986 als Akademischer Oberrat und seit 2000 bis zum Eintritt in den Ruhestand im Oktober 2019 als außerplanmäßiger Professor (seit 2007) im Arbeitsbereich Geschichte und Gegenwart Alteuropas.

## Schriften
- Household and family among the poor. The case of two Essex communities in the late eighteenth and early nineteenth centuries (= Veröffentlichungen des Arbeitskreises Deutsche England-Forschung, Band 18). Brockmeyer, Bochum 1993, ISBN 3-8196-0185-6 (zugleich Dissertation, Cambridge 1989).
- Bergbau im Übergang zur Neuzeit (= Historisches Seminar N. F., Band 6). Schulz-Kirchner, Idstein 1994, ISBN 3-8248-0026-8.
- als Herausgeber: Essex pauper letters, 1731–1837 (= Records of social and economic history. Band 30). Oxford University Press, Oxford u. a. 2001, ISBN 0-19-726242-2.
  - als Herausgeber: Essex pauper letters, 1731–1837 (= Records of social and economic history. Band 30). Oxford University Press, Oxford u. a. 2006, ISBN 0-19-726348-8.
- als Herausgeber mit Michail M. Krom und Jürgen Schlumbohm: Prošloe – krupnym planom Sovremennye issledovanija po mikroistorii (= Sovremennye napravlenija v istoričeskoj nauke. Band 1). Aletejja, Sankt Petersburg 2003, ISBN 5-89329-616-8.
- als Herausgeber mit Olga Kosheleva und Jürgen Schlumbohm: Semʹja, dom i uzy rodstva v istorii (= Sovremennye napravlenija v istoričeskoj nauke. Band 2). Aletejja, Sankt Petersburg 2004, ISBN 5-89329-707-5.
- als Herausgeber: Soziale Sicherungssysteme und demographische Wechsellagen. Historisch-vergleichende Perspektiven (1500–2000) (= Geschichte – Forschung und Wissenschaft. Band 32). LIT-Verlag, Berlin u. a. 2011, ISBN 3-643-10158-9.